# جيه. رايت
جيه. رايت (بالإنجليزية: J. Madison Wright Morris) (و. 1984 – 2006 م) هي ممثلة، وممثلة تلفزيونية، وممثلة أفلام، وعارضة أمريكية، ولدت في سينسيناتي، أوهايو، بدأت مشوارها المهني سنة 1989، توفيت في ليكسينغتون، كنتاكي، عن عمر يناهز 22 عاماً، بسبب نوبة قلبية.

## التعليم
تعلمت في University of the Cumberlands ‏
.

## جوائز
حصلت على جوائز منها:

جائزة الفنان الصغير (1995)

## وصلات خارجية
- جيه. رايت على موقع IMDb (الإنجليزية)
- جيه. رايت على موقع أول موفي (الإنجليزية)
- جيه. رايت على موقع قاعدة بيانات الفيلم (الإنجليزية)